# Воронино (Зиняковский сельсовет)
Воро́нино — село в Городецком районе Нижегородской области. Входит в состав Зиняковского сельсовета.
В селе находится Казанская церковь — памятник градостроительства и архитектуры. Датировка объекта — 1852 год.
Население села по состоянию на 2000 год — 689 человек. В селе 10 панельных домов, остальное — дома частного сектора.
В селе расположено отделение Почты России (индекс 606518).

## Население (на октябрь 2022 г. - 592)
| 2002 | 2010 |
| ---- | ---- |
| 620  | ↘581 |